# Знак (періодичне видання)
«Знак» — вісник Українського геральдичного товариства (ISSN 1998—1651).
Заснований відповідно до рішення 2-ї наукової геральдичної конференції (Львів, 1992), видається на громадських засадах від травня 1993 р. 
Виходить тричі на рік українською мовою, середній наклад 300 —500 прим. (перші випуски виходили по 900 прим.). Обсяг вісника 8-16 стор. формату А4. 
Розповсюджується серед членів УГТ, а також розсилається основним бібліотекам України та зарубіжним геральдичним і вексилологічним товариствам. Редактор вісника А. Б. Гречило (від 1993).

## Історія
У «Знаку» публікуються матеріали з української та зарубіжної геральдики, вексилології, сфрагістики, генеалогії, спортивної та військової емблематики й уніформології, а також огляди та рецензії нових видань і інформація про поточну діяльність УГТ. 
Числа 30 (2003) і 60 (2013) подають зведену бібліографію попередніх випусків вісника. Серед важливіших публікацій вісника — Методичні рекомендації з питань місцевої геральдики і прапорництва|методичні рекомендації з питань геральдики і прапорництва областей, районів, районів у містах та територіальних громад міст, селищ і сіл (ч. 23), відомості про запровадження метричних книг (чч. 24 і 25) та ін.

## Зміст видання
Зміст випусків вісника (числа 1—97) подано на офіційному сайті Українського геральдичного товариства.